# 沿江工业开发区
沿江工业开发区是江苏省南京市六合区境内的工业开发区，原名大厂区。
1973年9月，由原六合县卸甲甸等地析出成立大厂区，后于2000年前后，六合县与大厂区合并成为南京市六合区，而大厂区则成为南京市沿江工业开发区的主体。
境内公司有扬子石化公司、南京钢铁（集团）公司、南京热电厂、华能南京电厂等一批大型、特大型企业，石化、冶金、电力等工业固定资产约占南京市的1/3。
2012年6月2日，南京市委、市政府决定撤销南京沿江工业开发区，将沿江工业开发区整建制与南京化学工业园区整合。